# Femte generationens spelkonsoler
Femte generationens konsoler var en period inom dator- och TV-spelens historia som varade ungefär mellan 1993 och 2001. Sony med sin Playstation blev den klart mest framgångsrika modellen med sina 102 miljoner sålda konsoler. Nintendo var en bit efter med Nintendo 64 på 33 miljoner. Game Boy sålde i 64 miljoner exemplar. Atari lade ned sin spelkonsolutveckling och Commodore gick i konkurs och slutade därmed all utveckling.
Till generation fem hör bland annat:

## Stationära system
- Amiga CD32
- Apple Pippin
- Atari Jaguar
- Sega Saturn
- Sony Playstation
- Nintendo 64
- Nintendo Virtual Boy
- NEC PC-FX

## Portabla system
- Neo Geo Pocket
- Game Boy Color

### Fotnoter
1. ↑  ”System List”. GameFAQs. Arkiverad från originalet den 1 maj 2014. https://web.archive.org/web/20140501145906/http://www.gamefaqs.com/systems.html. Läst 2 maj 2014.